# Špekáček

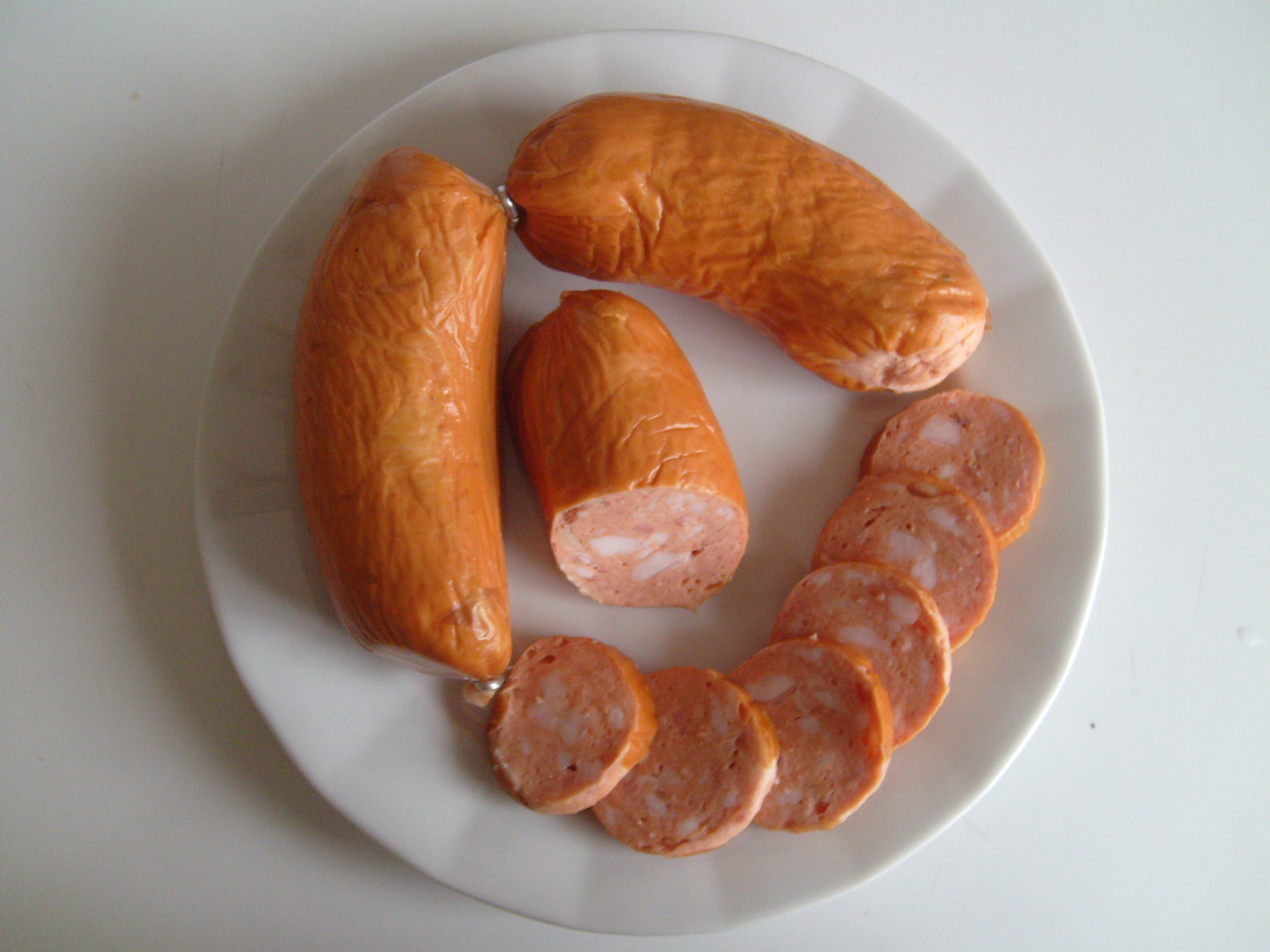
Špekáček

Špekáček (Maskulinum, Singular; häufig auch im Plural: špekáčky, slowakisch špekaček beziehungsweise špekačky; deutsch etwa „Speckwurst“) ist eine traditionelle böhmische geräucherte Brühwurst aus Rind- und Schweinefleisch mit gewürfelten Speckstücken. Sie wurde als eine geschützte garantiert traditionelle Spezialität (g. t. S.) anerkannt.

## Geschichte

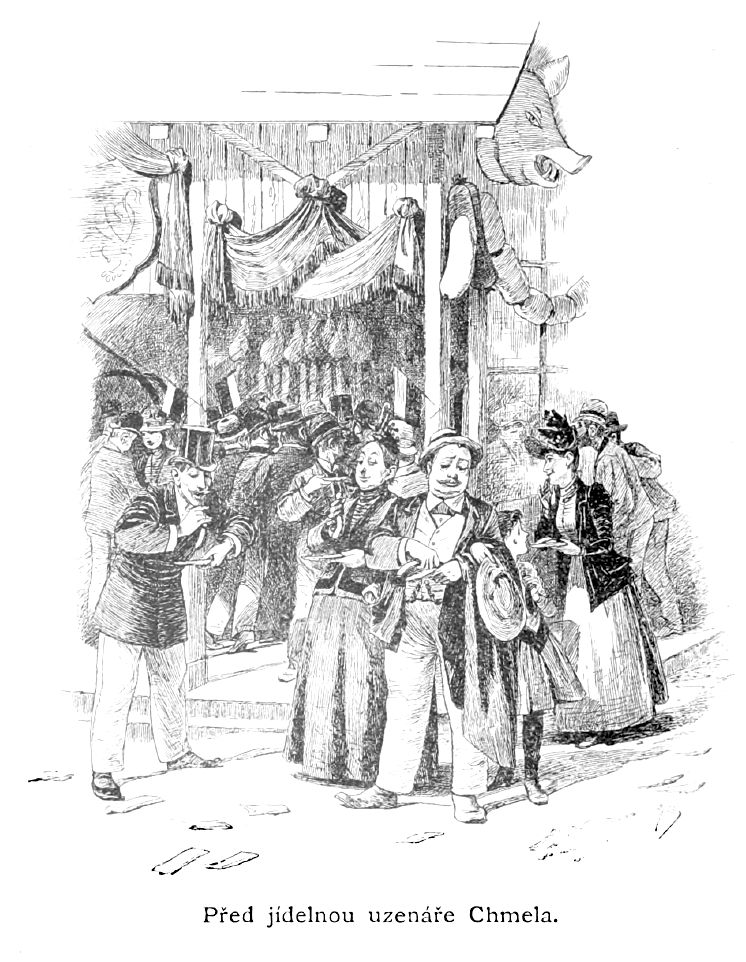
Der Wurststand von Antonín Chmel auf der Prager Jubiläumsausstellung 1891

Die Brühwurstart špekáčky wird in Tschechien (beziehungsweise Böhmen, später auch in der Slowakei) seit Ende des 19. Jahrhunderts hergestellt. Der Öffentlichkeit hat man sie das erste Mal 1891 auf der Prager Jubiläumsausstellung 1891 vorgestellt. Dort präsentierte der Prager Fleischerunternehmer Antonín Chmel in einem Zelt eine damals neuartige Räucherkammer, in der die Wurst vor Ort geräuchert und frisch zum Verkauf mit Kren und Brötchen angeboten wurde. Auf der Ausstellung wurde die Wurst als uzenka bezeichnet, Anfang des 20. Jahrhunderts bürgerte sich die Bezeichnung špekáček ein. Sie wurde neben der Klobasse zur wichtigsten Wurstsorte in der Tschechoslowakei. Seit 2011 ist die Brühwurst in der Europäischen Union als garantiert traditionelle Spezialität (g. t. S.) anerkannt.

## Verwendung

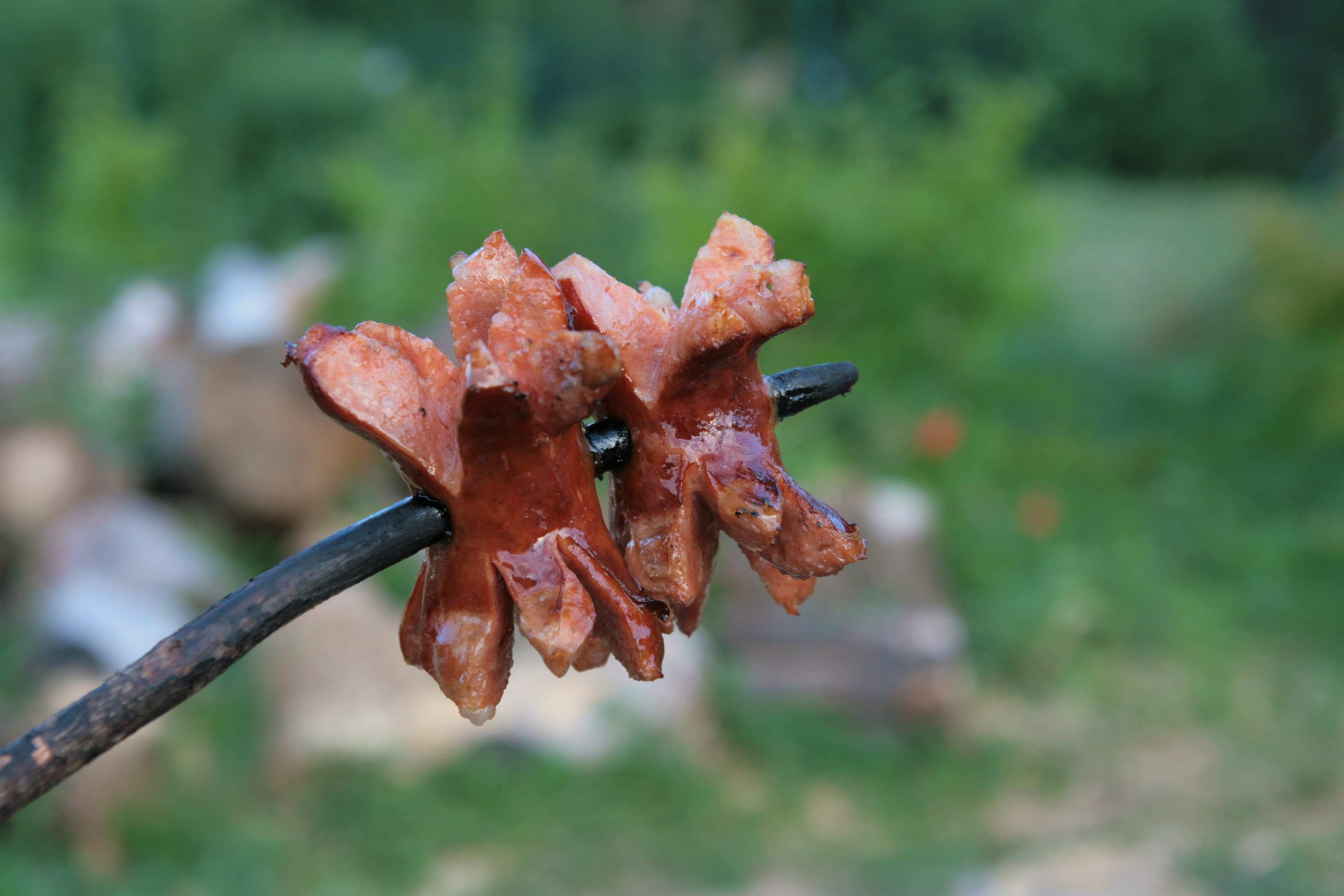
Zwei an einem Holzstock gegrillte Špekáčky

Man kann špekáčky auf verschiedene Art und Weise konsumieren:
- kalt oder in Wasser erhitzt, mit Senf und Brot
- gebraten oder über Holzkohle gegrillt
- gegrillt über offenem Feuer; die Würste werden dazu an beiden Enden kreuzweise angeschnitten, auf einen zugeschnittenen Zweig aufgespießt und gegrillt

Die Wurstsorte špekáček ist darüber hinaus die Hauptgrundlage für die ebenfalls traditionelle Rezeptur des Utopenec – špekáčky eingelegt mit Zwiebelringen in einer Essig-Wasser-Lake.

## Zusammensetzung, Normen
Die Zusammensetzung und Konsistenz dieser Brühwurstart wird seit langem geregelt und ist für den Geschmack des Endprodukts von Bedeutung. Seit der Ausstellung von 1891 erschienen einige Normen für Lebensmittel:
- 1961: Československá státní norma 57 7101 (Tschechoslowakische Staatsnorm 57 7101) von 1961,[Anm 1] die erste Norm, die die Qualität der Wurst regelte
- 1977: Československá státní norma 57 7115 (Tschechoslowakische Staatsnorm 57 7115) von 1977[Anm 1]
- 2001: Vyhláška č. 326/2001 Sb. (Verordnung 326/2001)[7]
- 2011: EU-Verordnung 158/2011,[5] die frühere, strengere Normen wieder herstellt
- 2016: Vyhláška č. 69/2016 Sb. (Verordnung 69/2016)[8]

Insgesamt (mit Ausnahme der EU-Norm 158/2011) führten sie zu einer Lockerung der Ansprüche an die Zusammensetzung dieses Erzeugnisses. Dies verdeutlicht auch die folgende Übersicht:
| Jahr | Rind in % | Schwein in % | Speck/Fett in % | Bemerkung |
| ---- | --------- | ------------ | --------------- | --- |
| 1891 | 50        | 20           | 30              | Rindfleisch nur aus Hinterviertel |
| 1961 | (40)      | (30)         | (30)            | Fett max. 33 %, Wasser max. 48 bis 52 % |
| 1977 | 38,5      | 17,5         | 27              | Rindfleisch auch aus dem Vorderviertel ab 1977 zugelassen; Schweinefleisch auch mit Schwarte zugelassen; zusätzlich (wahlweise) Kalbfleisch zugelassen; 23 % Wasser/Eis max.; Fett max. 45 % |
| 2001 | mind. 40  | mind. 40     |                 | Fett max. 45 %; Wasserlimit nicht festgelegt (bei Tests bis 53 % gemessen); Geflügelfleisch zugelassen, falls das Endprodukt entsprechend als „Geflügel-špekáčky“ gekennzeichnet wurde       |
| 2011 | 38,5      | 17,5         | 27              | 23 % Wasser/Eis max. |
| 2016 | mind. 40  | mind. 40     |                 | Fett 45 % max. |

Die einzelnen Rezepturen sind nur bedingt miteinander vergleichbar: einige geben Limits für Speck, andere für Fett allgemein; auch die Angaben für Wasser beziehungsweise Eis sind alles andere als einheitlich. Auch das Verhältnis Rindfleisch und Schweinefleisch, das für die Qualität und den Geschmack eine Rolle spielt, hat sich generell geändert: von 50 Prozent Rind (1891, und zwar aus dem Hinterviertel) wird ab 1961 Rindfleisch aus dem Vorderviertel verwendet, ab 2001 muss es dann nicht explizit Rindfleisch sein, sondern kann mit Schwein- und Kalbfleisch beliebig gemischt beziehungsweise durch diese ganz ersetzt werden.; Separatorenfleisch war – anders als bei anderen ähnlichen böhmischen Brühwurstarten – durchwegs nicht zugelassen. Salz, Gewürze und ähnliches sind in der Tabelle nicht berücksichtigt.
Die Brätmasse, die gewürfelten Speck in der Größe von bis zu 8 mm enthält, wird in Naturdarm (Rinderringdarm oder Schweinedünndarm) mit 4,0–4,6 cm Durchmesser gefüllt, einzelne Stücke, die 8 bis 9 cm lang sind, mit Bindfaden abgetrennt; sie bilden einen in der Regel mehrere Meter langen fortlaufenden Strang.
Die sinkende Qualität der Wurst wird in den Medien sowohl den immer mehr gelockerten Normen angelastet (mit der Ausnahme der EU-Norm von 2011) als auch dem Umstand, dass die staatliche Kontrolle nachlässt. Um 2014 wurden die špekáčky getestet mit einem unrühmlichen Ergebnis. Von 15 getesteten Produkten verschiedener Firmen haben alle die damals gültige Norm von 2001 erfüllt, allerdings nur 10 Produkte die etwas strengere Norm von 1977 – und kein Produkt die Norm von 1961.
Nach 2007/2008 kam es zu Konflikten, weil die tschechischen Erzeuger behaupteten, die importierten slowakischen Erzeugnisse seien minderer Qualität; umgekehrt warfen die Slowaken den Tschechen das gleiche vor. In beiden Ländern galten lokale Vorschriften für die Herstellung der Speckwurst für den einheimischen Markt, aber nicht für den Export. Es kam zu einem sogenannten „Wurst-Krieg“.
Beide Länder entschlossen sich jedoch bald, einen gemeinsamen Antrag bei der Europäischen Union zu stellen, in dem auch ein gleiches Herstellungsverfahren und Standard  festgesetzt werden sollte. Dies geschah 2010 im Antrag gemäß Artikel 8 Absatz 2 der Verordnung (EG) Nr. 509/2006 des Rates über die garantiert traditionellen Spezialitäten bei Agrarerzeugnissen und Lebensmitteln, der mit der Verordnung (EU) Nr. 158/2011 der Kommission vom 21. Februar 2011 in Kraft trat, wodurch die Sonderstellung der Sorte Špekáček für die Esskultur in Böhmen (und auch in  Mähren und der Slowakei) unterstrichen wurde.
Kurioserweise hat man es versäumt, den Schutz des Namens špekáček zugleich zu beantragen (s. § 3 der EU-Verordnung: „Der Schutz des Namens gemäß Artikel 13 Absatz 2 der Verordnung (EG) Nr. 509/2006 wurde nicht beantragt“.) Somit ist es möglich, in beiden Ländern unter der Bezeichnung auch minderwertigere Wurstwaren zu verkaufen. Der einzige Unterschied besteht dann nur in dem kleinen EU-Etikett, den nur die Erzeugnisse nach den strengeren Vorschriften der EU-Verordnung tragen dürfen.

## Ähnliche Wurstwaren
Dem špekáček ähnelt im europäischen Ausland am ehesten der schweizerische Cervelat. Das gilt sowohl für die Herstellung wie auch annähernd für die Zusammensetzung. Es besteht nur ein Unterschied: während bei der Zubereitung des Cervelats alle Grundzutaten (Rindfleisch, Schweinefleisch und Speck) gekuttert werden, erhält der špekáček den Speck ungekuttert, in gewürfelter Form.